# Миланово (Софійська область)
Мила́ново (болг. Миланово) — село в Софійській області Болгарії. Входить до складу общини Своге.

## Населення
За даними перепису населення 2011 року у селі проживали 496 осіб.
Національний склад населення села:
| Національність   | Кількість осіб | Відсоток |
| ---------------- | -------------- | -------- |
| болгари          | 471            | 97,1%    |
| турки            | 7              | 1,4%     |
| Всього відповіли | 485            |          |

Розподіл населення за віком у 2011 році:
Динаміка населення: